# Liên đoàn bóng đá Afghanistan
Liên đoàn bóng đá Afghanistan (AFF) (tiếng Ba Tư: فدراسيون فتبال افغانستان) là tổ chức quản lý, điều hành các hoạt động bóng đá ở Afghanistan. AFF quản lý đội tuyển bóng đá quốc gia Afghanistan, tổ chức các giải bóng đá như giải vô địch bóng đá Afghanistan (V-League), cúp bóng đá Afghanistan,.... AFF là thành viên của cả Liên đoàn bóng đá thế giới (FIFA), Liên đoàn bóng đá châu Á (AFC) và Liên đoàn bóng đá Trung Á.
Chủ tịch của Liên đoàn bóng đá Afghanistan hiện nay là ông Karim Karamuddin.